# Władimir Tiumiencew
Władimir Jurjewicz Tiumiencew, ros. Владимир Юрьевич Тюменцев (ur. 13 lutego 1982 w Tomsku) – rosyjski narciarz, specjalista narciarstwa dowolnego. Najlepszy wynik na mistrzostwach świata osiągnął podczas mistrzostw w Deer Valley oraz mistrzostw w Ruka, gdzie zajmował 9. miejsce w jeździe po muldach podwójnych. Zajął także 27. miejsce w jeździe po muldach na igrzyskach olimpijskich w Salt Lake City. Najlepsze wyniki w Pucharze Świata osiągnął w sezonie 2004/2005, kiedy to zajął 64. miejsce w klasyfikacji generalnej.

## Sukcesy

### Igrzyska olimpijskie
| Miejsce | Dzień     | Rok  | Miejscowość    | Konkurencja      | Zwycięzca     |
| ------- | --------- | ---- | -------------- | ---------------- | ------------- |
| 27.     | 12 lutego | 2002 | Salt Lake City | Jazda po muldach | Janne Lahtela |

### Mistrzostwa świata
| Miejsce | Dzień       | Rok  | Miejscowość | Konkurencja                 | Zwycięzca       |
| ------- | ----------- | ---- | ----------- | --------------------------- | --------------- |
| 16.     | 31 stycznia | 2003 | Deer Valley | Jazda po muldach            | Mikko Ronkainen |
| 9.      | 1 lutego    | 2003 | Deer Valley | Jazda po muldach podwójnych | Jeremy Bloom    |
| 9.      | 20 marca    | 2005 | Ruka        | Muldy podwójne              | Janne Lahtela   |

### Puchar Świata

#### Miejsca w klasyfikacji generalnej
- 2001/2002 – 89.
- 2002/2003 – –
- 2003/2004 – 80.
- 2004/2005 – 64.
- 2005/2006 – 126.

#### Miejsca na podium
1. Fernie – 24 stycznia 2004 (Muldy podwójne) – 3. miejsce